# Осиповичское водохранилище
Осиповичское водохранилище (бел. Асіповіцкае вадасховішча) ― искусственное водохранилище на территории Осиповичского района Могилёвской области Беларуси.

## История возникновения
Образовано в 1953 году в нижнем течении реки Свислочь посредством плотины для получения электроэнергии (Осиповичская ГЭС) и развития рыбоводства в рыбхозе «Свислочь» (д. Вязье). Расположено в 6 км к северо-востоку от города Осиповичи.

## Физические данные водохранилища
Площадь водохранилища 11,9 км², длина 23,7 км, наибольшая ширина 1,2 км, наибольшая глубина 8,5 м. Объём водохранилища 17,5 млн м³. В границах Минской возвышенности и Центральноберезинской равнины водосбор 4370 км². Котловина водохранилища растянута в долине Свислочи. Длина береговой линии 55,3 км. Склоны водохранилища большей частью крутые, в основном покрыты лесом. Берега высокие, доходящие до 8 м. Дно илисто-песчаное. Водохранилище обычно замерзает в начале декабря и вскрывается примерно в середине апреля. Толщина льда 40-60 см. Но поскольку водоём проточный, даже зимой есть участки, свободные от льда, и рыба не погибает от нехватки кислорода. 35 % пространства заросло камышом, тростником и др. Водятся лещ, окунь, плотва и др.